# Rathaus (Hausen an der Zaber)

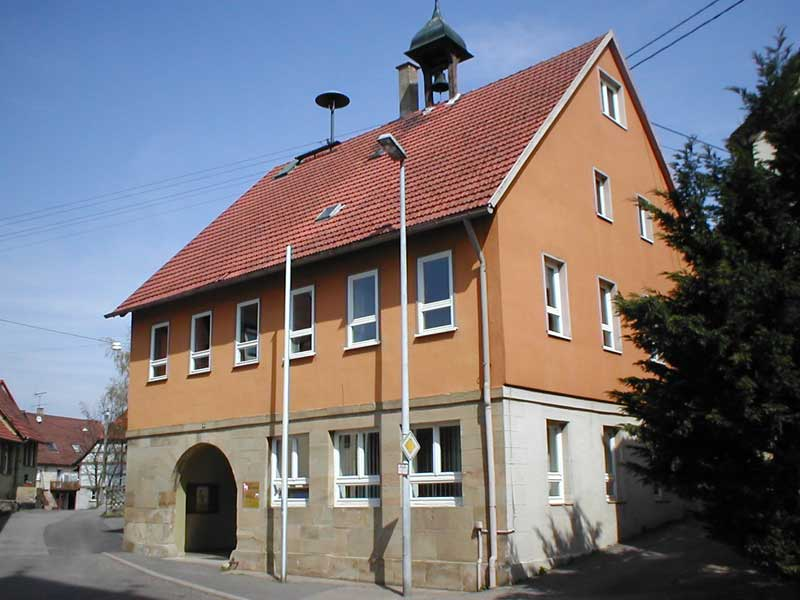
Rathaus in Hausen an der Zaber (2007)

Das Rathaus in Hausen an der Zaber, einem Stadtteil von Brackenheim im Landkreis Heilbronn in Baden-Württemberg, wurde 1819 errichtet. Das ehemalige Rathaus steht an der Nordhausener Straße 4. 
Das zweigeschossige, wohl weitgehend massiv errichtete Gebäude mit Satteldach und offenem Dachreiter hat am Erdgeschoss straßenseitig eine Werksteinfassade. Das Obergeschoss ist verputzt. 
Im Jahr 1911 wurden nach einem Brand erste bauliche Veränderungen vorgenommen. In den 1950er und 1960er Jahren erfolgte eine Modernisierung, wobei unter anderem das Erdgeschoss verändert wurde. 
Das in zentraler Lage gegenüber der Georgskirche liegende Gebäude ist wegen seines Standortes und seiner Funktion als altes Rathaus erhaltenswert.